# Lepidophthalmus louisianensis
Lepidophthalmus louisianensis is een tienpotigensoort uit de familie van de Callianassidae. De wetenschappelijke naam van de soort is voor het eerst geldig gepubliceerd in 1935 door Schmitt.